# Alexei Petrowitsch Jewlaschew
Alexei Petrowitsch Jewlaschew (russisch Алексей Петрович Евлашев; * 1706 in Moskau; † 1760 ebenda) war ein russischer Architekt des elisabethanischen Barocks.

## Leben
Jewlaschew stammte aus einer Adelsfamilie. 1723 begann er das Architekturstudium in St. Petersburg. 1730 wurde er Assistent Bartolomeo Francesco Rastrellis beim Bau des Sommerannenhofs an der Jausa in Moskau. 1733 wurde er Architektengeselle.
1733 wurde Jewlaschew zum Streschnew-Landsitz Iljinskoje im Rajon Krasnogorsk geschickt, wo nach seinem Projekt nun die steinerne Elija-Kirche gebaut wurde. 1734 wurde er nach St. Petersburg zurückgerufen. 1745 folgte die Ernennung zum Architekten. 1747 führte er zusammen mit Iwan Kusmitsch Korobow, Iwan Fjodorowitsch Mitschurin und Dmitri Wassiljewitsch Uchtomski die Inspektion des Kremlpalasts durch, schätzte die Sanierungskosten und zeichnete die Pläne für alle Räume. 1749 wurde er Architektmajor. Sein Assistent war Karl Blank.
Nach Jewlaschews Projekt wurden 1750 zwei Ikonostasen in den Apsiden der Auferstehungskathedrale des Klosters Neu-Jerusalem errichtet. Auf den Moskauer Sperlingsbergen wurde nach Jewlaschews Projekt ein steinerner Palast gebaut und ebenso im Donskoi-Kloster der Torglockenturm mit der Zacharias-und-Elisabet-Kirche (1750–1753). 1755 wurde er Architektpolkownik Auch wird ihm das Projekt des Baus der Moskauer Clemenskirche zugeschrieben, das nach seinem Tod sein Schüler Iwan Jakowlewitsch Jakowlew in den 1760er Jahren fertigstellte. Allerdings wurde auch Pietro Antonio Trezzini als Autor dieses Projektes genannt.

## Werke

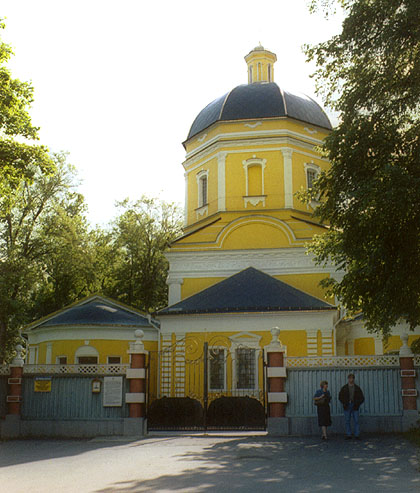
Elija-Kirche, Iljinskoje
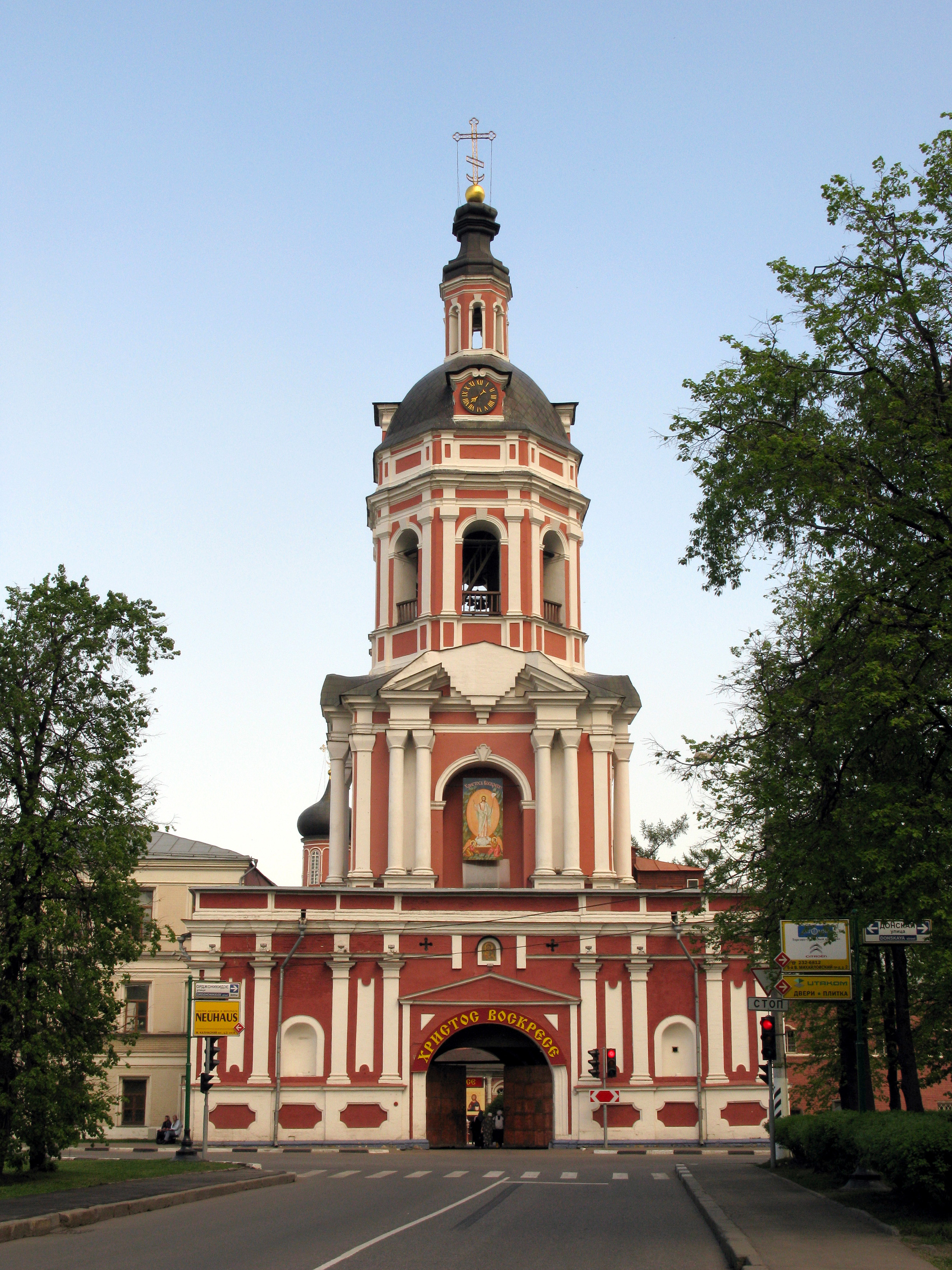
Torglockenturm und Zacharias-und-Elisabet-Kirche, Donskoi-Kloster, Moskau
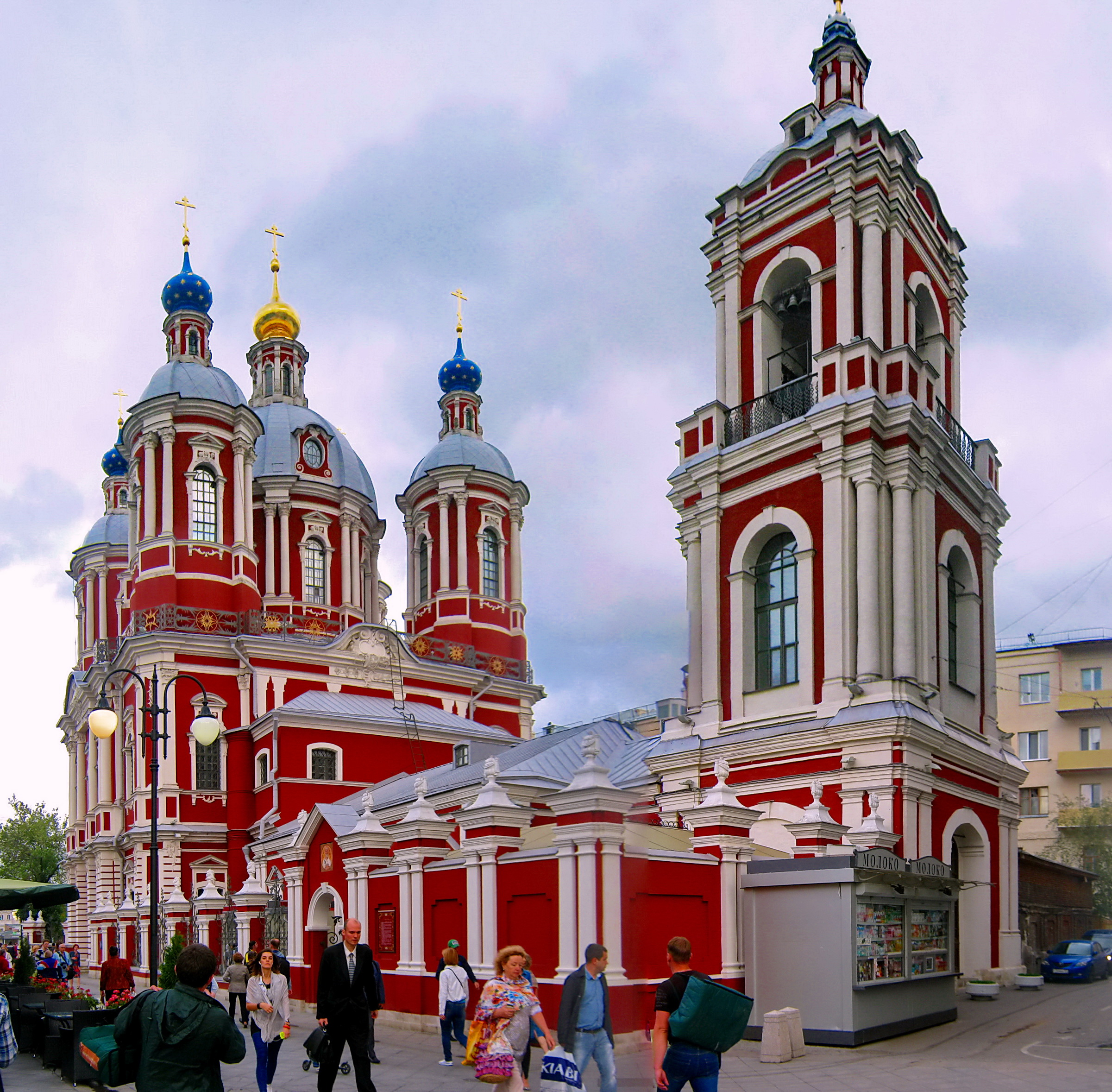
Clemenskirche, Moskau